# 天象列次分野之图

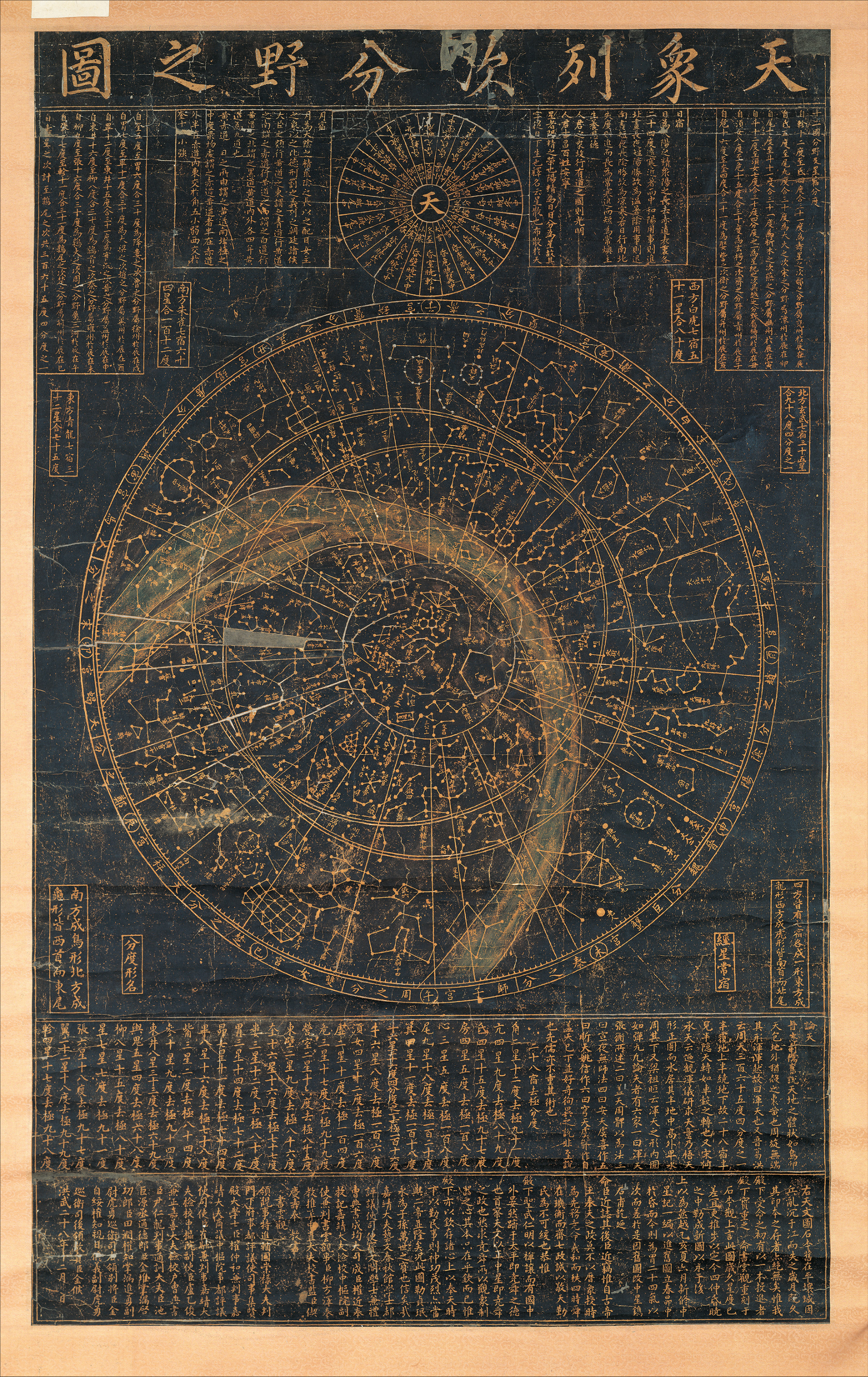
首尔大学奎章阁藏木刻版天象列次分野之图，刻于朝鲜宣祖或英祖时期

天象列次分野之图（：／）是14世纪朝鲜的天文图像，也是目前尚存朝鲜半岛历史上最早的天文图。该图在李氏朝鲜初期完成后即被雕刻在石碑上，其后又有木刻的副本流传。天象列次分野之图刻石被指定为韩国国宝第228号。
该图与宋淳祐丁未（1247年）的天文图（现藏苏州文庙）有许多相似之处，但也有不同之处。

## 历史
李氏朝鲜刚刚建立之时，李成桂即命当时的天文历算机构书云观（高丽忠烈王时期将司天监和太史阁合并组成）柳方泽、权近、偰庆寿等11人修正天文图，据权近所撰《天文图志》说：
右天文图石本，旧在平壤城，因兵乱沈于江而失之。岁月既久，其印本之存者亦绝无矣。惟我殿下受命之初，有以一本投进者，殿下宝重之，命书云观重刻于石。本观上言：此图岁久，星度已差，宜更推步，以定今四仲昏晓之中，勒成新图，以示于后。上以为然。越乙亥，夏六月，新修《中星纪》一编以进。旧图立春昴中于昏，而今则为胃二十四气以次而差，于是因旧图改中星。镌石甫讫，乃命臣近志其后。臣近窃惟自古帝王奉天之政，莫不以历象授时为先务。尧命羲和而秩四时，舜在玑衡而齐七政，诚以敬天勤民为不可缓也。恭惟殿下圣武仁明，以禅让而有国，中外晏然，跻于太平，即尧舜之德也。首察天文以正中星，即尧舜之政也。然求尧舜所以观象制器之心，其本只在乎钦而已。恭惟殿下亦以钦存诸心，上以奉天时，下以勤民事，则神功茂烈，亦当与二帝并隆矣。况此图勒贞珉，永为子孙万世之宝也。信矣哉。
根据权近所述，可知原本李成桂命令书云观根据已经佚失于平壤的一块高丽时期的天文图石碑副本重新刻石，但书云观上书认为该星图年久，星度已差，已经不符合当时天象，所以需要根据观测和推算重新修订，李成桂也同意这个意见。于是1395年（乙亥夏六月）写成《中星纪》一编，当年12月刻于石碑之上。

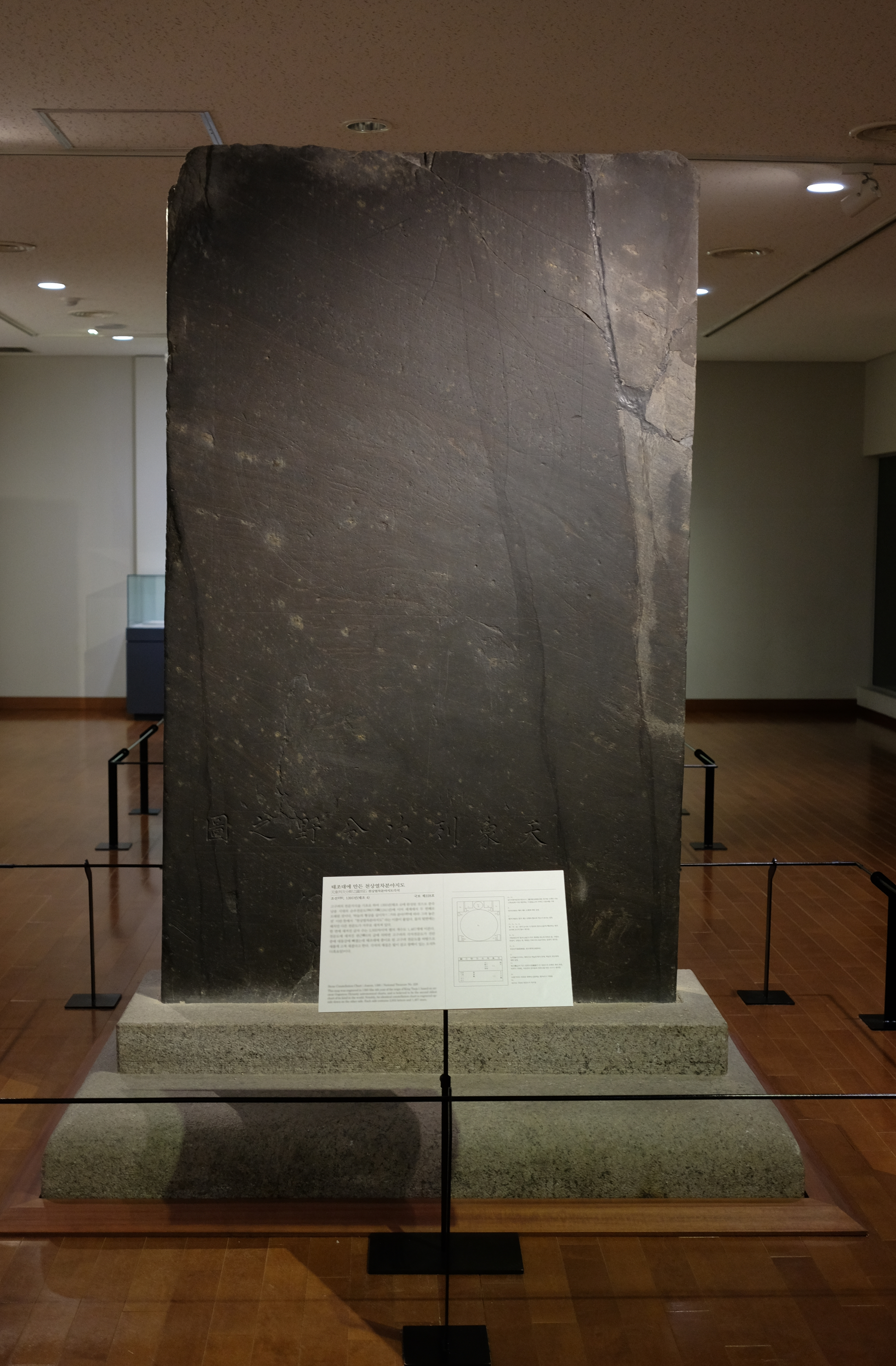
李成桂时期（约1395年）的原刻石，藏于韩国国立古宫博物馆

在朝鲜肃宗时期，因原图磨损，因此对该图进行过复刻，宣祖四年（1571年）时也曾拓印过120份。

## 特征
该星图是典型的中国盖天图式样，有恒显圈、恒隐圈、黄赤道和28条经线，边缘刻十二辰，分野、二十八宿、星官名数也同中国古星图相当。图中的说明文字引用《三统历》、晋隋天文志、葛洪、何承天、祖暅等，且图中的天文数据大体与《元嘉历》相同，可见该图的底本年代不晚于唐李淳风。该图还采用了黄道十二宫的名称，但为了与中国3651／4度的全天分划系统相合，又将每宫30度变成有六宫均为30度，有五宫为31度，另一宫为301／4度。
该图的各种特征表明，其原图为高丽时期的天文图，比如，该图与现藏苏州文庙的宋淳祐天文图（1247年）有许多相似之处，图中还引用了南宋书籍中的原话。此外，图中将中国天文学中的建星标成了“立星”，是避高丽王建的讳，也证明了该图是从高丽时期的天文图改绘而来。

## 现代影响

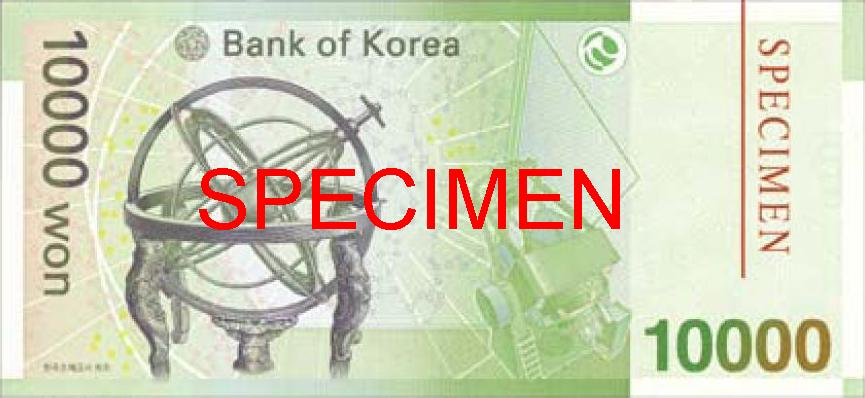
2007年发行的一万韩元纸币的背面

首尔地铁的千户站内有《天象列次分野之图》的壁画。2007年发行的一万韩元纸币的背面图中浑天仪的背景图也是《天象列次分野之图》。但与原版相比更加简略，也有一些错误。
在2018年平昌冬奥会的开幕式中，也出现了《天象列次分野之图》。